# 费伦奇·拉约什
费伦奇·拉约什（匈牙利語：Ferenczy Lajos，1930年10月25日 - 2004年3月19日），匈牙利微生物学家、大学教授，匈牙利科学院院士。
其主要研究领域为微小真菌中的基因转移，主要是通过原生质体的融合。其融合杂交的研究在制药领域有重要的应用。另外他还研究了新型抗菌化合物的作用和作用方式。

## 生平
他在德布勒森念完了小学，并在塞格德完成了中学教育。1949年毕业于塞格德大学，获赛格德大学生物化学学位，1953年成为助教。他学生时代的研究方向是植物学。1958 年，他通过了题为“植物种子和果实中抗菌化合物的研究”的博士论文答辩，这显示了他早期对微生物学的兴趣。他于 1960年获得微生物学士学位，并于1980年通过学术博士学位论文答辩。
1964年任塞格德大学副教授，1981年任大学教授。1969-70年在美国（伊利诺伊大学厄巴纳-香槟分校）做访问学者，1970年代初组织微生物学系，1972-1997年任系主任，1987-1989年任主任。后应邀到苏黎世作访问学者。2000年退休。
1987年当选匈牙利科学院通讯院士，1995年转为正式院士。2002年成为美国科学院外籍院士。2004年，费伦奇在塞格德逝世，安葬于该市中央墓地。

## 荣誉
- 优秀教育工作者（1972）
- 布尔诺大学Purkyne纪念奖章 (1981)
- 匈牙利科学院奖（1984）
- 匈牙利人民共和国国家奖（1985年） - 表彰其在微生物学、遗传学、科学学校创建和科学组织活动领域的成就。与Lajos Alföldi和Pál Venetianer分享。
- 曼宁格纪念奖章 (1989)
- Pro Sanitate 纪念奖章 (1993)
- 阿尔伯特·圣捷尔吉奖 (1994)
- 塞格德纪念奖章 (1995)